# Familia Festetics
La Casa de Festetics, o Feštetić en croata, es el nombre de una familia histórica que data su origen a 1566, de condes húngaros y príncipes croatas. Una familia prominente durante el Imperio austrohúngaro, son mayormente conocidos por el barroco Palacio de Festetics y el príncipe vienés Tasziló Festetics.

## Condes Festetics de Tolna
El 8 de agosto de 1746, Josef y Kristof Festetics (los dos hijos del segundo matrimonio de Paul Festetics) añadieron de Tolna a su apellido (von Tolna en Austria). El 5 de noviembre de 1766, el hijo mayor de Josef, Pal Festetics de Tolna (1725-1782), fue hecho conde por la reina María Teresa de Hungría. El 24 de febrero de 1772, el hijo mayor de Kristof, Pal Festetics de Tolna (1722-1782), fue hecho conde por la reina María Teresa de Hungría, quien también era Archiduquesa de Austria y emperatriz del Sacro Imperio. El título de conde era hereditario para todos los descendientes en línea masculina.

## Príncipes Festetics of Tolna
El 21 de junio de 1911, el Conde Tassilo Festetics de Tolna (1850-1933) fue hecho príncipe (Fürst) con el tratamiento de Alteza Serenísima (Durchlaucht) por el rey Francisco José de Hungría. Su nieto, el príncipe Georg (nacido en 1940) es el actual jefe de la casa y tercer Fürst.

## Incorporación a la nobleza holandesa
En 1973, el Conde Dénes Festetics de Tolna (1943) fue incorporado a la nobleza holandesa con el título de conde; el título de conde es hereditario por todos los descendientes en línea masculina.

## Miembros notables
Entre otros miembros prominentes de la familia están:
- Antal Festetics (nacido en 1937), biólogo austríaco
- Andor Festetics (1843-1930), político húngaro
- György Festetics (1815-1883), político húngaro
- Joseph Festetics de Tolna (1694-1757), general austríaco[1]
- Leo Festetics (1800-1884), compositor húngaro
- Sándor Festetics (1882-1956), político húngaro
- Tassilo Festetics de Tolna (1813-1883), general austríaco
- Maria Festetics (1839-1923), dama de corte (Hof-dame) de la emperatriz Isabel de Austria.[2]

Festetics también puede referirse a:
- el Palacio de Festetics, situado en Keszthely, Hungría
- el Cuarteto de Cuerda Festetics, de Budapest, Hungría